# Temporada 2001 de la CART World Championship Series
La temporada 2001 de la FedEx CART World Championship Series fue la vigesimotercera temporada de la Championship Auto Racing Teams y siendo también parte del Campeonato de Monoplazas de Estados Unidos, se corrieron 21 carreras, iniciando el 11 de marzo en Monterrey, México, y terminando el 4 de noviembre en Fontana, California. El campeón del FedEx CART World Championship Series fue para el piloto brasileño Gil de Ferran por segunda vez consecutiva. El destacado novato de la temporada, fue el piloto Neozelandés Scott Dixon.

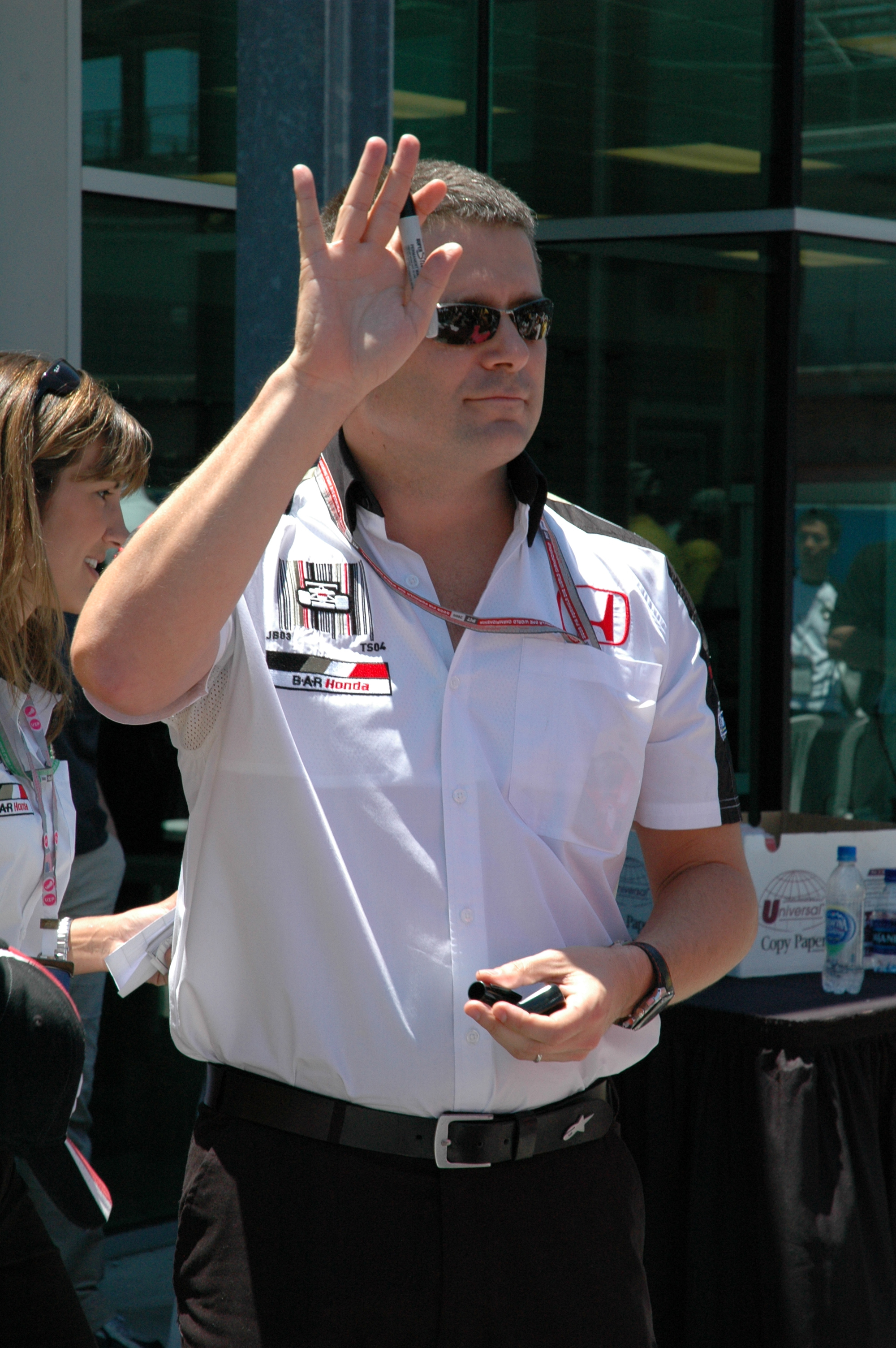
El Brasileño Gil de Ferran se adjudicó el título de la Championship Auto Racing Teams de 2001 antes de saltar junto a su equipo a la Indy Racing League.

## Pilotos y equipos
Esta sería la última temporada como suministrador de neumáticos la marca estadounidense F Firestone  se haría de manera completa los servicios en la Indy Racing League, y sería reemplazada al final de la temporada por la marca japonesa de neumáticos B Bridgestone que se convertiría desde el 2002 en el proveedor exclusivo de neumáticos para la CART, una asociación que continuaría hasta la última temporada de la CART hasta finales de 2007.
| Equipo               | Chasis      | Motor         | Neum. | Núm. | Piloto(s)            | Rondas       |
| -------------------- | ----------- | ------------- | ----- | ---- | -------------------- | ------------ |
| Team Penske          | Reynard 01i | Honda         | F     | 1    | Gil de Ferran        | Todas        |
| Team Penske          | Reynard 01i | Honda         | F     | 3    | Hélio Castroneves    | Todas        |
| Chip Ganassi Racing  | Lola B1/00  | Toyota        | F     | 4    | Bruno Junqueira      | Todas        |
| Chip Ganassi Racing  | Lola B1/00  | Toyota        | F     | 12   | Nicolas Minassian    | Rondas 1-7   |
| Chip Ganassi Racing  | Lola B1/00  | Toyota        | F     | 12   | Memo Gidley          | Rondas 8-21  |
| Walker Motorsport    | Reynard 01i | Toyota        | F     | 5    | Toranosuke Takagi    | Todas        |
| Newman-Haas Racing   | Lola B1/00  | Toyota        | F     | 6    | Cristiano da Matta   | Todas        |
| Newman-Haas Racing   | Lola B1/00  | Toyota        | F     | 11   | Christian Fittipaldi | Todas        |
| Team Rahal           | Lola B1/00  | Ford Cosworth | F     | 7    | Max Papis            | Todas        |
| Team Rahal           | Lola B1/00  | Ford Cosworth | F     | 8    | Kenny Bräck          | Todas        |
| Bettenhausen Racing  | Lola B1/00  | Ford Cosworth | F     | 16   | Michel Jourdain Jr.  | Todas        |
| PacWest Racing       | Reynard 01i | Toyota        | F     | 17   | Maurício Gugelmin    | Todas        |
| PacWest Racing       | Reynard 01i | Toyota        | F     | 18   | Scott Dixon          | Todas        |
| Dale Coyne Racing    | Lola B2K/00 | Ford Cosworth | F     | 19   | Michael Krumm        | Rondas 1-2   |
| Dale Coyne Racing    | Lola B2K/00 | Ford Cosworth | F     | 21   | Luiz Garcia Jr.      | Rondas 1-2   |
| Patrick Racing       | Reynard 01i | Toyota        | F     | 19   | Townsend Bell        | Rondas 16-17 |
| Patrick Racing       | Reynard 01i | Toyota        | F     | 20   | Roberto Moreno       | Todas        |
| Patrick Racing       | Reynard 01i | Toyota        | F     | 40   | Jimmy Vasser         | Todas        |
| Sigma Autosport      | Lola B1/00  | Ford Cosworth | F     | 22   | Oriol Servià         | Todas        |
| Arciero-Blair Racing | Lola B2K/00 | Phoenix       | F     | 25   | Max Wilson           | Rondas 1-19  |
| Arciero-Blair Racing | Lola B2K/00 | Phoenix       | F     | 25   | Alex Barron          | Rondas 20-21 |
| Team Green           | Reynard 01i | Honda         | F     | 26   | Paul Tracy           | Todas        |
| Team Green           | Reynard 01i | Honda         | F     | 27   | Dario Franchitti     | Todas        |
| Forsythe Racing      | Reynard 01i | Ford Cosworth | F     | 32   | Patrick Carpentier   | Todas        |
| Forsythe Racing      | Reynard 01i | Ford Cosworth | F     | 33   | Alex Tagliani        | Todas        |
| Forsythe Racing      | Reynard 01i | Ford Cosworth | F     | 77   | Bryan Herta          | Todas        |
| Team Motorola        | Reynard 01i | Honda         | F     | 39   | Michael Andretti     | Todas        |
| Fernández Racing     | Reynard 01i | Honda         | F     | 51   | Adrián Fernández     | Todas        |
| Fernández Racing     | Reynard 01i | Honda         | F     | 52   | Shinji Nakano        | Todas        |
| Mo Nunn Racing       | Reynard 01i | Honda         | F     | 55   | Tony Kanaan          | Todas        |
| Mo Nunn Racing       | Reynard 01i | Honda         | F     | 66   | Alex Zanardi         | Rondas 1-16  |
| Mo Nunn Racing       | Reynard 01i | Honda         | F     | 66   | Casey Mears          | Rondas 18-21 |

## Resultados de la Temporada

### Calendario y Resultados
| Rond. | Fecha            | Comp./Circuito                                                                                     | Localización                            | Pole position                                                                          | Ganador                                                                                | Equipo Ganador                                                                         |
| ----- | ---------------- | -------------------------------------------------------------------------------------------------- | --------------------------------------- | -------------------------------------------------------------------------------------- | -------------------------------------------------------------------------------------- | -------------------------------------------------------------------------------------- |
| 1     | 11 de marzo      | Gran Premio Telmex/Tecate de Monterrey Circuito Urbano Parque Industrial Fundidora                 | Monterrey, México                       | Kenny Bräck                                                                            | Cristiano da Matta                                                                     | Newman/Haas Racing                                                                     |
| 2     | 8 de abril       | Toyota Gran Premio de Long Beach Circuito callejero de Long Beach                                  | Long Beach, California                  | Hélio Castroneves                                                                      | Hélio Castroneves                                                                      | Marlboro Team Penske                                                                   |
| 3     | 29 de abril      | Firestone Firehawk 600 de Texas Texas Motor Speedway (*)                                           | Fort Worth, Texas                       | Evento Cancelado por ser declarado por preocupaciones en la seguridad para los pilotos | Evento Cancelado por ser declarado por preocupaciones en la seguridad para los pilotos | Evento Cancelado por ser declarado por preocupaciones en la seguridad para los pilotos |
| 4     | 6 de mayo        | Gran Premio Lehigh Valley de Nazareth Presentado por Toyota Nazareth Speedway                      | Nazareth, Pensilvania                   | Bruno Junqueira                                                                        | Scott Dixon                                                                            | PacWest Racing                                                                         |
| 5     | 19 de mayo       | Firestone Firehawk 500 de Motegi Twin Ring Motegi                                                  | Motegi, Japón                           | Hélio Castroneves                                                                      | Kenny Bräck                                                                            | Team Rahal                                                                             |
| 6     | 3 de junio       | Miller Lite 225 de Milwaukee Milwaukee Mile                                                        | West Allis, Wisconsin                   | Kenny Bräck                                                                            | Kenny Bräck                                                                            | Team Rahal                                                                             |
| 7     | 17 de junio      | ITeneco Automotive Gran Premio de Detroit Circuito callejero de Detroit (Belle Isle Park)          | Detroit, Míchigan                       | Hélio Castroneves                                                                      | Hélio Castroneves                                                                      | Marlboro Team Penske                                                                   |
| 8     | 24 de junio      | Freightliner/GI Joe's 200 Presentado por Texaco de Portland Portland International Raceway         | Portland, Oregón                        | Max Papis                                                                              | Max Papis                                                                              | Team Rahal                                                                             |
| 9     | 1 de julio       | Marconi Gran Premio de Cleveland Presentado por Firstar Circuito Cleveland Burke Lakefront Airport | Cleveland, Ohio                         | Gil de Ferran                                                                          | Michael Andretti                                                                       | Team Motorola                                                                          |
| 10    | 15 de Julio      | Molson Indy Toronto Circuito Callejero de Exhibition Place                                         | Toronto, Ontario                        | Cristiano da Matta                                                                     | Cristiano da Matta                                                                     | Newman/Haas Racing                                                                     |
| 11    | 22 de julio      | Michigan Harrah 500 Presentado por Toyota Michigan International Speedway                          | Brooklyn, Míchigan                      | Kenny Bräck                                                                            | Patrick Carpentier                                                                     | Player's/Indeck Forsythe Racing                                                        |
| 12    | 29 de julio      | CART Gran Premio de Chicago Chicago Motor Speedway                                                 | Cicero, Illinois                        | Tony Kanaan                                                                            | Kenny Bräck                                                                            | Team Rahal                                                                             |
| 13    | 12 de agosto     | Milller Lite 220 Gran Premio de Mid-Ohio Mid-Ohio                                                  | Lexington, Ohio                         | Gil de Ferran                                                                          | Hélio Castroneves                                                                      | Marlboro Team Penske                                                                   |
| 14    | 19 de agosto     | Motorola 220 Gran Premio de Road America Road America                                              | Elkhart Lake, Wisconsin                 | Kenny Bräck                                                                            | Bruno Junqueira                                                                        | Target Chip Ganassi Racing                                                             |
| 15    | 2 de septiembre  | Molson Indy Vancouver Circuito Callejero de Vancouver                                              | Vancouver, Columbia Británica           | Alex Tagliani                                                                          | Roberto Moreno                                                                         | Patrick Racing                                                                         |
| 16    | 15 de septiembre | American Memorial de Alemania EuroSpeedway Lausitz                                                 | Klettwitz, Alemania                     | Cristiano da Matta                                                                     | \| Kenny Bräck                                                                         | Team Rahal                                                                             |
| 17    | 22 de septiembre | 500 millas de Rockingham Rockingham Motor Speedway                                                 | Corby, Reino Unido                      | Kenny Bräck                                                                            | Gil de Ferran                                                                          | Marlboro Team Penske                                                                   |
| 18    | 7 de octubre     | Texaco/Havoline Gran Premio de Houston Circuito Callejero de Houston                               | Houston, Texas                          | Gil de Ferran                                                                          | Gil de Ferran                                                                          | Marlboro Team Penske                                                                   |
| 19    | 14 de octubre    | Honda Gran Premio de Monterey Mazda Raceway Laguna Seca                                            | Monterey, California                    | Gil de Ferran                                                                          | Max Papis                                                                              | Team Rahal                                                                             |
| 20    | 28 de octubre    | Honda Indy 300 de Queensland Circuito Callejero de Surfers Paradise                                | Surfers Paradise, Queensland, Australia | Roberto Moreno                                                                         | Cristiano da Matta                                                                     | Newman/Haas Racing                                                                     |
| 21    | 9 de noviembre   | Toyota 500 Millas de California Auto Club Speedway                                                 | Fontana, California                     | Alex Tagliani                                                                          | Cristiano da Matta                                                                     | Newman/Haas Racing                                                                     |

     Óvalo
     Circuito

#### Nota
- (*) Era una carrera programada para el 29 de abril de 2001. Fue programado para 250 vueltas alrededor del óvalo de 1.5 millas (2.4 km), sin embargo, se pospuso y finalmente fue cancelado debido a las preocupaciones sobre la seguridad para los pilotos, posteriormente este hecho a la posteridad fue el punto de partida en la que la serie empesaría a desprestigiarse.[2][3][4][5][6]

### Estadísticas Finales
| Pos. | Piloto               | MTY | LBH | NAZ | MOT | MIL | DET | POR | CLE | TOR    | MIC | CHI | MDO | ROA | VAN | LAU    | ROC | HOU | LAG | SUR | FON | Puntos |
| ---- | -------------------- | --- | --- | --- | --- | --- | --- | --- | --- | ------ | --- | --- | --- | --- | --- | ------ | --- | --- | --- | --- | --- | ------ |
| 1    | Gil de Ferran        | 2   | 3   | 23  | 13  | 7   | 6   | 13  | 4   | 14*    | 24  | 3   | 2   | 5   | 2   | 8      | 1*  | 1*  | 3*  | 4   | 6   | 199    |
| 2    | Kenny Bräck (1)      | 5   | 25  | 2*  | 1   | 1*  | 9   | 11  | 6   | 20     | 17  | 1   | 20  | 14  | 8   | 1*     | 2   | 7   | 25  | 5   | 26  | 163    |
| 3    | Michael Andretti     | 4   | 28  | 6   | 23  | 2   | 4   | 8   | 15  | 1      | 19  | 24  | 26  | 2   | 3   | 4      | 5   | 21  | 14  | 2   | 7   | 147    |
| 4    | Hélio Castroneves    | 8   | 1*  | 11  | 2*  | 26  | 1*  | 17  | 12  | 19     | 8   | 7*  | 1*  | 7*  | 18  | 12     | 4   | 5   | 6   | 20  | 22  | 141    |
| 5    | Cristiano da Matta   | 1*  | 2   | 10  | 25  | 25  | 7   | 10  | 7   | 15     | 4   | 19  | 10  | 6   | 20  | 26     | 3   | 6   | 20  | 1   | 1   | 140    |
| 6    | Max Papis            | 12  | 17  | 24  | 6   | 8   | 11  | 1*  | 18  | 8      | 16* | 13  | 24  | 16  | 22  | 2      | 11  | 9   | 1   | 9   | 2*  | 107    |
| 7    | Dario Franchitti     | 9   | 6   | 8   | 17  | 9   | 2   | 6   | 1   | 24     | 2   | 15  | 16  | 19  | 9   | 25     | 9   | 2   | 19  | 23  | 23  | 105    |
| 8    | Scott Dixon          | 13  | 19  | 1   | 9   | 3   | 22  | 7   | 20  | 5      | 10  | 4   | 12  | 4   | 13  | 9      | 22  | 18  | 4   | 15  | 17  | 98     |
| 9    | Tony Kanaan          | 7   | 7   | 16  | 3   | 6   | Ret | 24  | 16  | 10     | 21  | 8   | 5   | 12  | 4   | 7      | 8   | 12  | 8   | 17  | 5   | 93     |
| 10   | Patrick Carpentier   | 25  | 23  | 25  | 19  | 17  | 8   | 5   | 26  | 21     | 1   | 2   | 3   | 9   | 16  | 3      | 16  | 10  | 26  | 11  | 10  | 91     |
| 11   | Alex Tagliani        | 21  | 18  | 22  | 22  | 12  | 21  | 12  | 9   | 2      | 6   | 6   | 7   | 8   | 23* | 21     | 14  | 19  | 15  | 3   | 3   | 80     |
| 12   | Jimmy Vasser         | 6   | 5   | 4   | 5   | 21  | 18  | 16  | 5   | 26     | 23  | 14  | 23  | 21  | 19  | 15     | 7   | 11  | 5   | 6   | 12  | 77     |
| 13   | Roberto Moreno       | 27  | 11  | 12  | 10  | 15  | 3   | 2   | 8   | 11     | 12  | 20  | 6   | 11  | 1   | 23     | 13  | 22  | 22  | 22* | 19  | 76     |
| 14   | Paul Tracy           | 3   | 4   | 3   | 18  | 24  | 14  | 21  | 24  | 6      | 7   | 12  | 4   | 26  | 26  | 10     | 6   | 24  | 18  | 14  | 24  | 73     |
| 15   | Christian Fittipaldi | 20  | 24  | 5   | 4   | 18  | 5   | 3   | 11  | 12     | 18  | 25  | 8   | 18  | 11  | 19     | 24  | 8   | 9   | 8   | 13  | 70     |
| 16   | Bruno Junqueira      | 22  | 9   | 7   | 24  | 4   | 19  | 23  | 23  | 13     | 9   | 17  | 13  | 1   | 12  | 11     | 25  | 23  | 7   | 21  | 4   | 68     |
| 17   | Memo Gidley          |     |     |     |     |     |     | 25  | 2*  | 17     | 14  | 5   | 11  | 20  | 10  | 14     | 18  | 3   | 2   | 10  | 14  | 65     |
| 18   | Adrián Fernández     | 19  | 16  | 19  | 16  | 5   | 12  | 19  | 21  | 3      | 25  | 10  | 22  | 3   | 21  | 24     | 23  | 14  | 10  | 19  | 18  | 45     |
| 19   | Oriol Servià         | 14  | 14  | 9   | 14  | 14  | 16  | 9   | 17  | 23     | 11  | 18  | 9   | 10  | 5   | 5      | 10  | 26  | 17  | 25  | 11  | 42     |
| 20   | Michel Jourdain Jr.  | 17  | 13  | 13  | 11  | 13  | 25  | 15  | 25  | 16     | 3   | 23  | 17  | 17  | 6   | 17     | 19  | 25  | 23  | 7   | 16  | 30     |
| 21   | Toranosuke Takagi    | 10  | 20  | 14  | 20  | 20  | 20  | 18  | 14  | 22 (2) | 13  | 11  | 21  | 22  | 7   | 6      | 26  | 4   | 13  | 16  | 15  | 29     |
| 22   | Bryan Herta          | 16  | 10  | 21  | 21  | 22  | 15  | 14  | 3   | 18     | 5   | 21  | 25  | 24  | 17  | 27     | 15  | 13  | 12  | 18  | 25  | 28     |
| 23   | Alex Zanardi         | 24  | 26  | 20  | 7   | 11  | 24  | 26  | 13  | 4      | 20  | 9   | 19  | 13  | 24  | 20 (3) |     |     |     |     |     | 24     |
| 24   | Maurício Gugelmin    | 15  | 22  |     | 12  | 10  | 10  | 20  | 10  | 7      | 15  | 22  | 14  | 23  | 15  | 16     | 20  | 20  | 16  | 24  | 20  | 17     |
| 25   | Max Wilson           | 28  | 21  | 17  |     | 23  | 23  | 4   | 19  | 25     |     |     | 15  | 25  | 25  | 18     | 21  | 16  | 24  |     |     | 12     |
| 26   | Shinji Nakano        | 18  | 12  | 15  | 8   | 16  | 13  | 22  | 22  | 9      | 22  | 16  | 18  | 15  | 14  | 22     | 17  | 15  | 21  | 12  | 21  | 11     |
| 27   | Nicolas Minassian    | 11  | 8   | 18  | 15  | 19  | 17  |     |     |        |     |     |     |     |     |        |     |     |     |     |     | 7      |
| 28   | Casey Mears          |     |     |     |     |     |     |     |     |        |     |     |     |     |     |        |     | 17  | 11  | 26  | 8   | 7      |
| 29   | Alex Barron          |     |     |     |     |     |     |     |     |        |     |     |     |     |     |        |     |     |     | 13  | 9   | 4      |
| 30   | Townsend Bell        |     |     |     |     |     |     |     |     |        |     |     |     |     |     | 13     | 12  |     |     |     |     | 1      |
| 31   | Michael Krumm        | 23  | 15  |     |     |     |     |     |     |        |     |     |     |     |     |        |     |     |     |     |     | 0      |
| 32   | Luiz Garcia Jr.      | 26  | 27  |     |     |     |     |     |     |        |     |     |     |     |     |        |     |     |     |     |     | 0      |
| Pos. | Piloto               | MTY | LBH | NAZ | MOT | MIL | DET | POR | CLE | TOR    | MIC | CHI | MDO | ROA | VAN | LAU    | ROC | HOU | LAG | SUR | FON | Puntos |

| Color          | Result                                             |
| -------------- | -------------------------------------------------- |
| Oro            | Ganador                                            |
| Plata          | Segundo lugar                                      |
| Bronce         | Tercer lugar                                       |
| Verde          | Cuarto y quinto lugar                              |
| Celeste        | 6º-12º lugar (terminó la carrera)                  |
| Azul oscuro    | Finalizó la carrera fuera del Top 12               |
| Violeta        | No finalizó la carrera                             |
| Rojo           | No se clasificó a la carrera (DNQ)                 |
| Marrón         | Retiro del evento (Ret)                            |
| Negro          | Descalificado (DSQ)                                |
| Blanco         | No comenzó la carrera (DNS)                        |
| Sin color      | No participó (DNP)                                 |
| Negrita        | Pole position                                      |
| Cursiva        | Piloto que hizo la vuelta más rápida de la carrera |
| *              | Piloto con más vueltas lideradas                   |
| Novato del Año |                                                    |
| Novato         |                                                    |

### Sistema de Puntuación
Los puntos para la temporada se otorgaron sobre la base de los lugares obtenidos por cada conductor (independientemente de que si el coche está en marcha hasta el final de la carrera):
| Posición | 1  | 2  | 3  | 4  | 5  | 6 | 7 | 8 | 9 | 10 | 11 | 12 |
| Puntos   | 20 | 16 | 14 | 12 | 10 | 8 | 6 | 5 | 4 | 3  | 2  | 1  |

#### Puntos de bonificación
- 1 Punto Para la Pole Position
- 1 Punto por liderar la mayoría de vueltas de la carrera